# Le Roman de la momie
Pour les articles homonymes, voir La Momie.
Le Roman de la momie est un roman de Théophile Gautier paru au printemps 1857 en feuilleton dans Le Moniteur universel, puis en volume en 1858 chez Hachette.

## Résumé

### Prologue
Non loin du Nil, dans la vallée de Biban-el-Molouk, un jeune aristocrate anglais, lord Evandale, et un égyptologue allemand, le docteur Rumphius, découvrent, grâce à l'aide d'un escroc grec dénommé Argyropoulos, une tombe inviolée. Depuis plus de 3 500 ans, nul n'a foulé le sol de la chambre funéraire dans laquelle repose le sarcophage d'un pharaon. Mais quand on ouvre le lourd couvercle de basalte noir, les deux hommes trouvent, à leur grande stupéfaction, la momie parfaitement conservée d'une jeune femme d'une magnifique beauté, appelée Tahoser. Après la découverte de cette momie, le roman raconte l'histoire de cette momie et de ses amours.

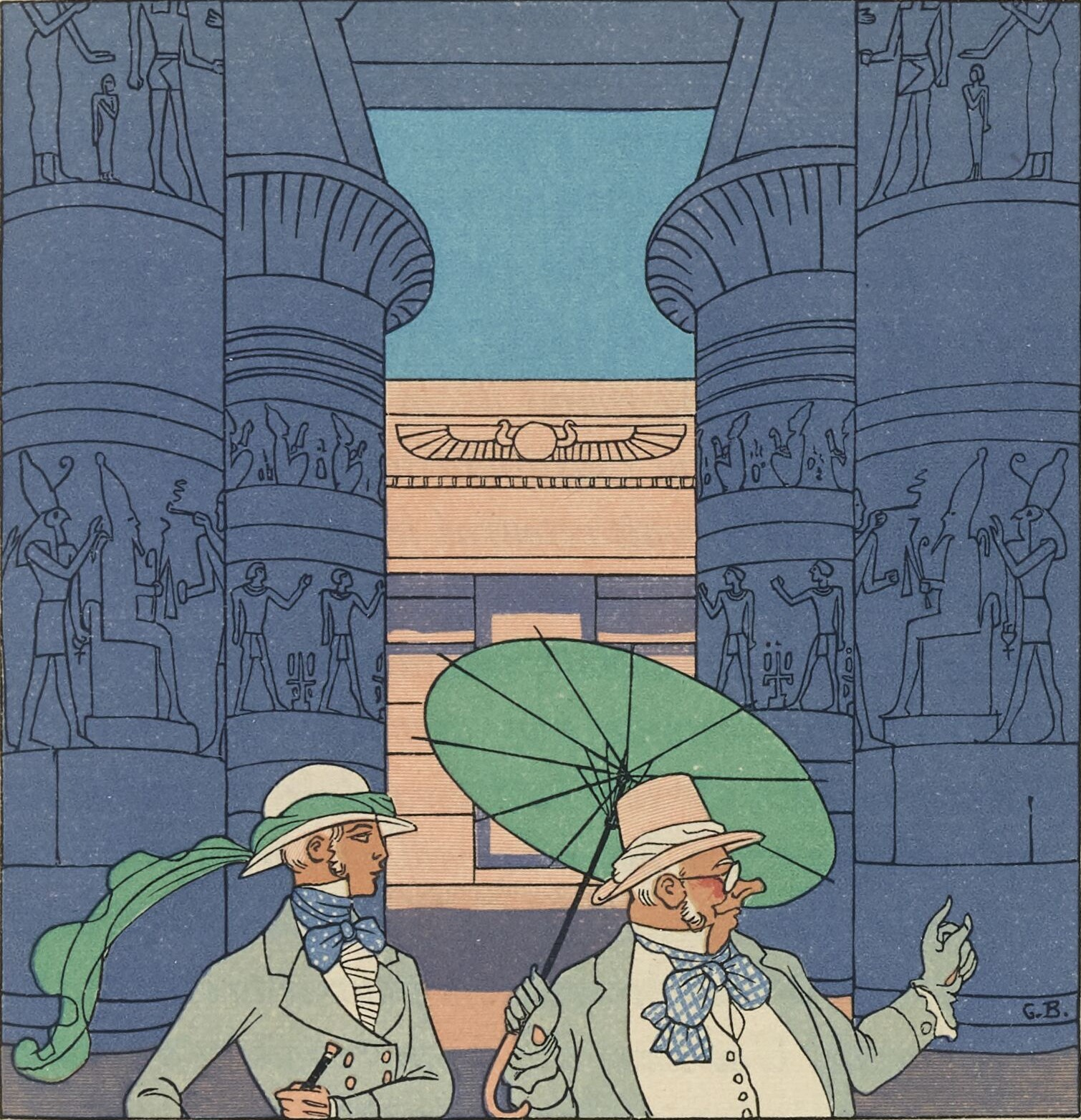
Lord Evandale et le docteur Rumphius. Composition de George Barbier, gravée sur bois par Gasperini, 1929.
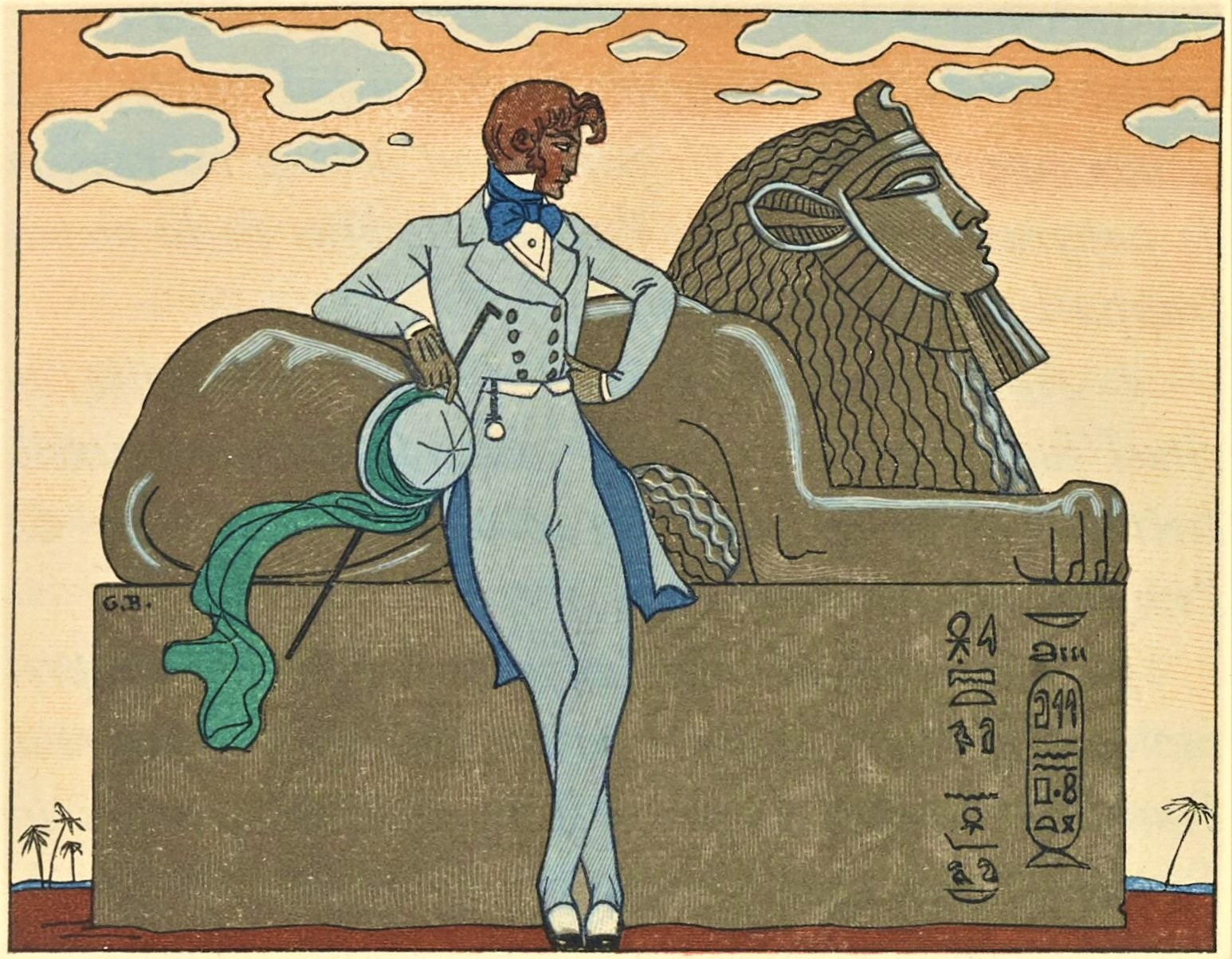
Le jeune lord. Composition de George Barbier, 1929.
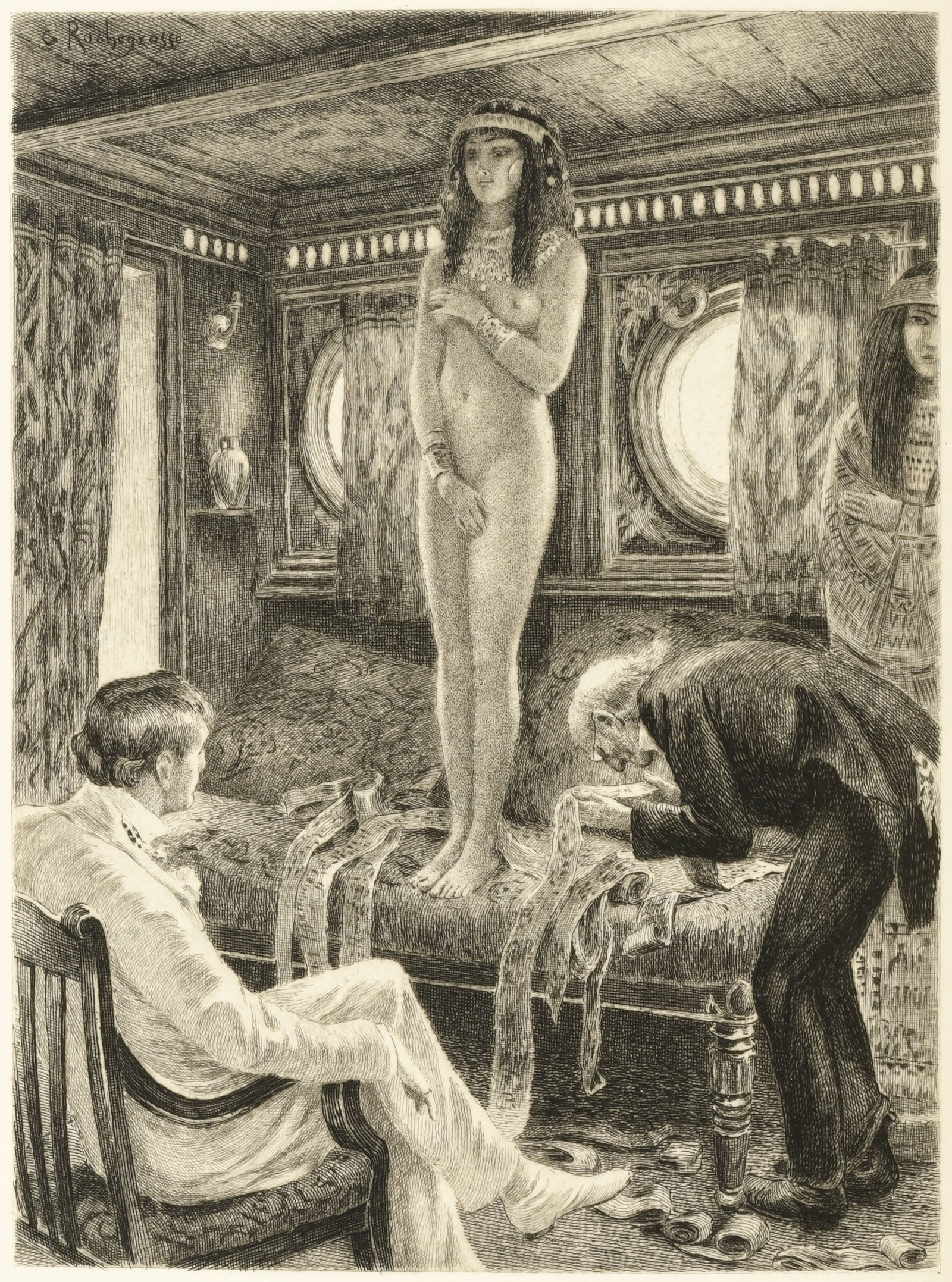
Evandale et Rumphius devant la momie de Tahoser. Composition de Georges-Antoine Rochegrosse gravée à l'eau-forte par Decisy, 1920.

### La vie de Tahoser

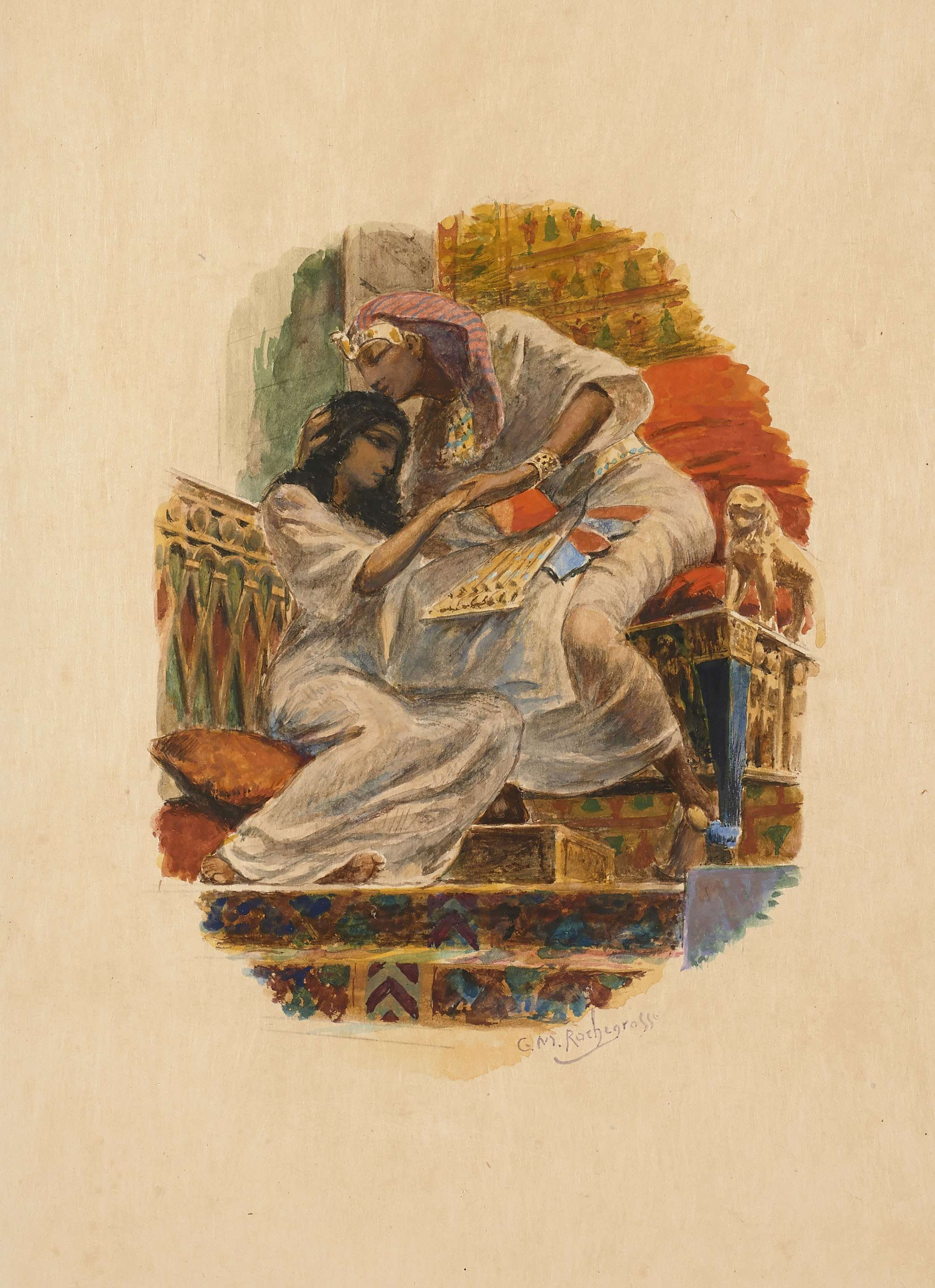
Le pharaon et Tahoser.
Aquarelle de Georges-Antoine Rochegrosse pour l'édition F. Ferroud, 1920.

Tahoser, l'héroïne du roman, est la fille d'un grand prêtre d'Égypte, Pétamounoph. Lorsque le récit débute, c'est une adolescente de seize ans, d'une grande beauté. Elle est aimée d'Ahmosis, mais elle ne l'aime pas. En fait, Tahoser est amoureuse d'un homme légèrement plus âgé qu'elle, Poëri. Celui-ci est un Juif, qui est promis à Rachel, juive elle aussi. Elle fait la connaissance de Poëri sous le nom de Hora et se fait prendre pour une jeune fille pauvre, en quête d'un asile. Un jour, au crépuscule, elle suit Poëri afin de savoir qui est celle qu'il aime. C'est alors qu'elle fait la rencontre de Rachel.
Néanmoins, Tahoser ignore qu'elle a été remarquée par Pharaon qui a jeté son dévolu sur elle. Il la fait rechercher dans toute l'Égypte.
Tahoser est ensuite dénoncée par Thamar, la fidèle suivante de Rachel, qui voit d'un mauvais œil cette non-juive qui risquerait de détourner Poëri de Rachel. Pharaon se rend au domicile de Poëri et ordonne à Tahoser de le suivre. Celle-ci est stupéfaite d'apprendre qu'elle fait l'objet de l'attention de Pharaon, tandis que Thamar est largement rétribuée de sa dénonciation.
Par la suite, le lecteur apprend que le peuple hébreu est esclave en Égypte, et que sous la houlette de son guide charismatique, Moïse, il cherche à quitter le pays.
Pharaon s'oppose aux demandes successives de Moïse, qui en représailles envoie les dix plaies d'Égypte. Pharaon finit par capituler, et permet aux Hébreux de quitter le pays, à la grande joie de Tahoser.
Regrettant rapidement son geste, Pharaon poursuit les Hébreux et s'apprête à tous les massacrer, lorsque son armée et lui-même sont engloutis dans les eaux de la Mer Rouge. Les Hébreux peuvent donc quitter le pays et se rendre en Canaan.

« Tahoser attendit en vain Pharaon et régna sur l'Égypte, puis elle mourut au bout de peu de temps. »

Le manuscrit s'arrête ici.
Le roman se termine par un paragraphe indiquant que Lord Evandale ne s'est jamais marié, et que certains pensent même qu'il serait secrètement tombé amoureux de la belle Tahoser, morte depuis trente-cinq siècles.

## Autour du roman
- Le roman est mis en avant dans une scène du film Le Locataire (1976) où le personnage principal, repreneur d'un appartement sinistre qui a vu la précédente locataire se jeter par la fenêtre côté cour, récupère le livre de celle-ci en format poche et annonce être intéressé par sa lecture.
- Le Roman de la momie reste, malgré certains anachronismes ou erreurs, globalement ancré dans le désir d'être fidèle au contexte historique. Par exemple, la description des objets quotidiens ou des vêtements est précise. Le passage sur la moisson, parmi beaucoup d'autres, décrit comment les Égyptiens moissonnaient le blé, c'est-à-dire en coupant l'épi, puis la paille séparément. De même, la description des fouilles est globalement fidèle à la façon dont elles se déroulaient au milieu du XIXe siècle.

- L'auteur n'indique la judéité de Poëri qu'au milieu de l'ouvrage, et Moïse ne devient l'un des personnages principaux que dans le dernier quart du roman. L'auteur s'est manifestement inspiré des indications de la Bible qui figurent dans le Livre de l'Exode.

## Publications
Le roman a été publié dans de très nombreuses éditions depuis sa parution.
Prépublication sous forme de feuilleton
- Paris, Le Moniteur universel, du 11 mars au 6 mai 1857[1]

Éditions anciennes (liste non exhaustive)
- Paris, Hachette, 1858, (lire en ligne sur Gallica)édition originale
- Paris, Georges Charpentier, 1870
- Paris, Alphonse Lemerre, 1893
- Paris, Fasquelle, 1899
- Paris, Léopold Carteret, 1901 (lire en ligne sur Gallica)
- Paris, Ernest Flammarion, 1917, coll. « Select-Collection », (no 51)
- Paris, François Ferroud, 1920
- Lyon, Henri Lardanchet, 1921, coll. « Bibliothèque du bibliophile (Modernes) », (no 2)
- Paris, Plon, 1929, coll. « Bibliothèque reliée Plon », (no 40)
- Paris, Éditions Rouff, 1929, coll. « Ma bibliothèque »
- Paris, Armand Girard, 1929
- Paris, Éditions Delagrave, 1930, coll. « Juventa »
- Paris, Larousse, 1931
- Paris, éditions Bourrelier-Chimènes, 1931, coll. « Primevère »

Éditions récentes (liste non exhaustive)
- Paris, Hachette, 1991, coll. « Le Livre de Poche Jeunesse », (no 479),  (ISBN 978-2-01-322539-7)
- Paris, Gallimard Jeunesse, 1979, coll. « 1000 Soleils Or »,  (ISBN 978-2-07-050111-3) puis 1983, coll. « Folio Junior », (no 254),  (ISBN 978-2-07-033254-0) et 2011, même collection, (no 465),  (ISBN 978-2-07-063025-7)
- Paris, Ernest Flammarion, 2014, coll. « Librio », (no 81)
- Sayat, De Borée, 2014, coll. « Poche classique »,  (ISBN 978-2-8129-1118-7)
- Nimes, De Vecchi, 2017, coll. « Fiction »,  (ISBN 978-2-7328-9918-3)

## Adaptations

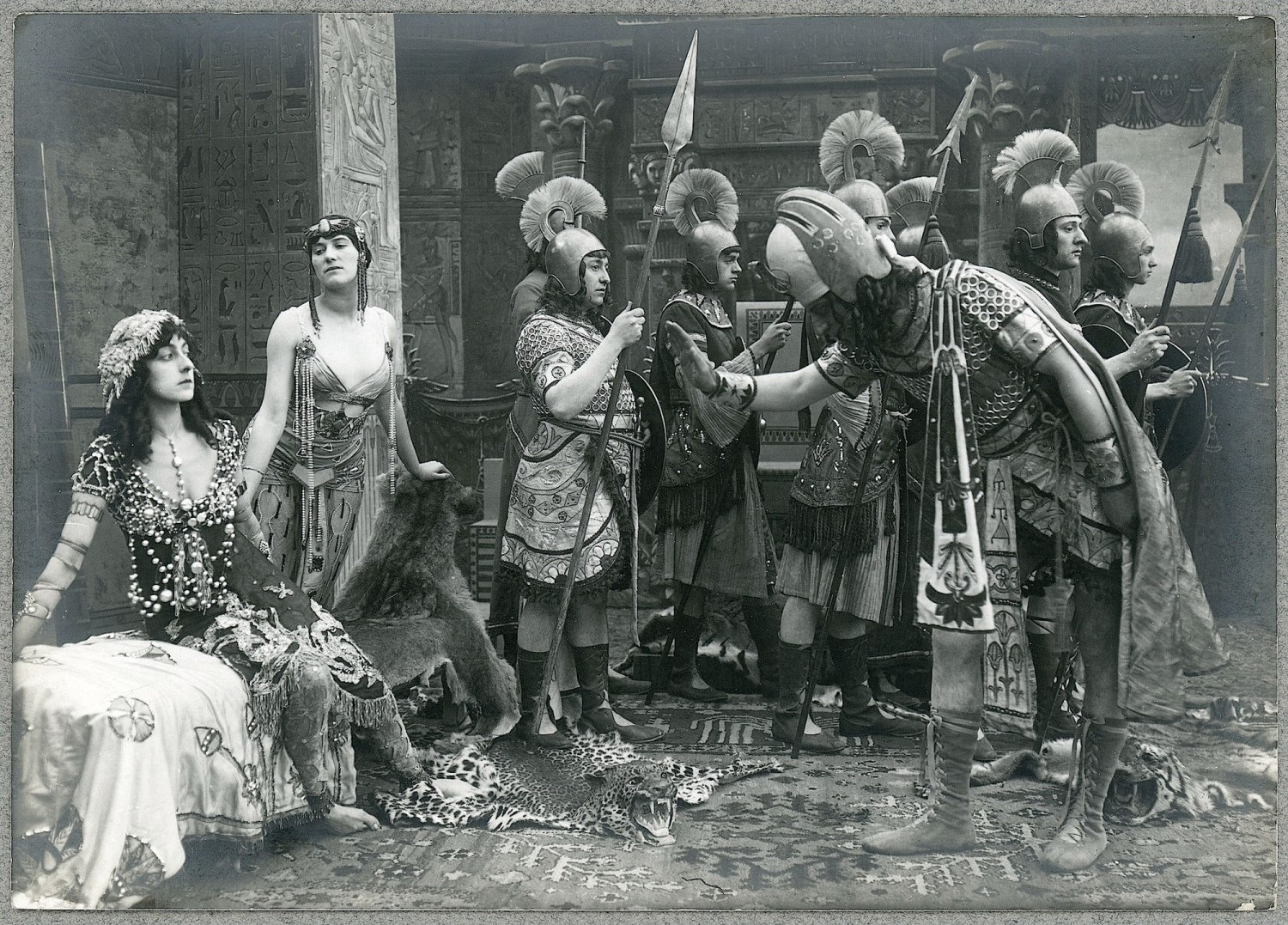
Le Roman de la momie, tirage argentique d'époque sur cartoline.

- 1911 : Le Roman de la momie d'Albert Capellani
- Le Roman de la momie fut ensuite beaucoup joué en comédie musicale.